# Полшече
Полшече (словен. Polšeče) — поселення в общині Блоке, Регіон Нотрансько-крашка, Словенія. Висота над рівнем моря: 810,9 м.